# Niki Caro
Pour les articles homonymes, voir Caro.
 (septembre 2014).
Si vous disposez d'ouvrages ou d'articles de référence ou si vous connaissez des sites web de qualité traitant du thème abordé ici, merci de compléter l'article en donnant les références utiles à sa vérifiabilité et en les liant à la section « Notes et références ».
Niki Caro est une réalisatrice, productrice et scénariste néo-zélandaise, née le 20 septembre 1966 à Wellington. Le film Paï, réalisé en 2002, a été un tremplin dans sa carrière.

## Présentation
Le premier long métrage de Niki Caro Memory & Desire, fut présenté à la Semaine de la Critique du Festival de Cannes 1998 et obtint le Prix du Meilleur Film aux New Zealand Film and Television Awards 1999, ainsi que le Prix spécial du jury pour son scénario et sa réalisation. Niki Caro a également signé plusieurs courts-métrages à succès, dont Footage, une étude du fétichisme présentée en Sélection Officielle au Festival de Venise 1996 et Sure to Rise, présenté en compétition au Festival de Cannes 1994. Ses réalisations télévisées ont obtenu une large audience, tant en Nouvelle-Zélande qu'à l'étranger. The Summer the queen came, « une chronique chaleureuse des idiosyncrasies banlieusardes »[réf. nécessaire], a ainsi obtenu aux New Zealand Film and Television Awards 1994 une double citation au titre du meilleur scénario et de la meilleure réalisation.
Le producteur néo-zélandais John Barnett lui propose d'adapter la nouvelle Whale rider de Witi Ihimaera. Ce projet aboutira en 2002. Paï, son deuxième long métrage, obtient un succès critique et public excellent en Nouvelle-Zélande mais aussi dans le reste du monde. Les nombreuses récompenses que Niki Caro a reçu dans les festivals du monde entier témoignent de l'enthousiasme suscité par le film (par exemple le prix du public au festival international du film de Toronto 2002 ou bien encore le prix du public au festival de Sundance dans la catégorie cinéma du monde).
En 2005 elle réalise L'Affaire Josey Aimes ; malgré un succès critique le film est un échec commercial.
En 2009 elle réalise le film indépendant The Vintner's Luck qui signe sa deuxième collaboration avec Keisha Castle-Hughes après Paï.
Elle fait son retour à Hollywood en 2015 grâce au studio Disney avec le film McFarland qui réalise un score correct au box office et reçoit d'excellentes critiques.
En 2017 elle réalise La Femme du gardien de zoo qui est un échec au box office mais reçoit de bonnes critiques.
En 2020 elle collabore à nouveau avec Disney pour réaliser Mulan, le film devait sortir au cinéma mais à cause de la crise sanitaire le film sortira directement sur Disney+ et fera un bon succès en engendrant 261 millions de dollars.
La même année elle est choisie pour réaliser l'adaptation de Beautiful Ruins.

## Filmographie
- 1997 : Memory & Desire (réalisatrice et scénariste)
- 2003 : Paï (Whale Rider) (réalisatrice et scénariste)
- 2006 : L'Affaire Josey Aimes (North Country) (réalisatrice)
- 2009 : The Vintner's Luck (réalisatrice, scénariste et productrice)
- 2015 : McFarland (McFarland, USA) (réalisatrice)
- 2017 : La Femme du gardien de zoo (réalisatrice)
- 2020 : Mulan (réalisatrice)
- 2023 : The Mother (réalisatrice)

## Distinctions
- 1999 : Memory & Desire - Prix du meilleur Film aux New Zealand Film and Television Awards
- 1999 : Memory & Desire - Prix spécial du jury pour son scénario et sa réalisation aux New Zealand Film and Television Awards
- 2002 : Paï - Prix du public au Festival international du film de Toronto
- 2003 : Paï - Prix du public dans la catégorie cinéma du monde au Festival de Sundance